# Alberte
Alberte est un roman de Pierre Benoit publié en 1926 qui fait partie des trois romans quercynois (avec Le Déjeuner de Sousceyrac et Lunegarde) de l’écrivain qui résida à Saint-Céré (Lot).

## Genèse de l'œuvre
Le roman est dédié à Anatole de Monzie, député socialiste de Cahors qui fit découvrir le Lot à Pierre Benoit, qui s'y installa. Or, dans le roman, Camille est un temps la secrétaire d’un ministre socialiste des travaux publics, fonction qu’Anatole de Monzie, lui-même "républicain-socialiste", occupe justement au moment de la publication du livre, en 1926.

## Résumé
Alberte constitue un drame sentimental et familial centré sur ses trois principaux protagonistes :
- Alberte, portrait très traditionnel de la parfaite épouse de la bourgeoisie de province, à l’existence « plate, froide et digne »[1]. Veuve en 1908, à 32 ans, d’un receveur des finances d’une petite ville, elle se retire en pleine campagne dans la propriété familiale de La Maguelonne (près de Mauriac).
- Camille, la fille unique d’Alberte. Jeune fille volontaire, intelligente, moderne, active. Elle passe des diplômes de l'enseignement supérieur à Paris, devient secrétaire d’un ministre, travaille dans la haute administration, conduit des voitures.
- Franz W., un ingénieur d’origine polonaise qui a fui la Prusse en 1914 pour s’engager dans la Légion étrangère. Blessé, il se remet en 1917 à travailler dans l’automobile.

En 1917, Camille (22 ans) vient rendre visite à sa mère Alberte (41 ans) pour lui présenter Franz (34 ans) qu’elle compte épouser. Mais une idylle va se nouer entre Franz et Alberte, qui découvre – enfin – l’Amour. Dès lors, Alberte va être contrainte de préparer à contrecœur le mariage de Camille et Franz tout en étant rongée par la culpabilité. Quelques jours avant le mariage, en novembre 1917, c’est le drame. Camille meurt dans un accident de la route au volant de l’automobile sur laquelle Franz était en train d’installer de nouveaux systèmes de freinage.
Cependant, la passion désormais ouverte entre Alberte et Franz semble faire oublier à la mère la mort de sa fille. En décembre 1918, le couple s’installe à Saint-Cloud (près de Paris) et Franz monte avec succès une affaire d’automobiles. Mais, à partir de 1923, alors que Franz, délaisse sa femme, Alberte commence à comprendre – ou accepte enfin de comprendre – ce qui s’est passé le dramatique soir de novembre 1917 (à partir du chapitre XXI). Ses derniers soupçons étant levés par des témoignages recueillis à La Maguelonne, Alberte se rend au palais de justice pour tout raconter.
Alberte apparaît comme un roman particulièrement sombre dans l’œuvre de Pierre Benoit, d’autant qu’aucune touche d’exotisme ne vient relativiser les éléments dramatiques. Et ceux-ci sont particulièrement profonds avec les thèmes de la perte d’un enfant, de la culpabilité d’une mère, et – le thème essentiel de la fin du livre et même de ses derniers mots – le drame de l’âge.

## Adaptations

### Au théâtre
- 1950 : Alberte est adapté au théâtre avec l’actrice Gaby Morlay. La pièce est jouée dans des villes de province, en Afrique du Nord et à l’étranger (Belgique, Suisse, Espagne, Argentine)[3]

### À la télévision
- 2004 : L'Ombre d'un crime, téléfilm français réalisé par Jean Sagols, adaptation très libre du roman Alberte transposée dans la période d'après-guerre, avec Cyrielle Clair dans le rôle-titre[4].